# Zbrodnie w osadzie wojskowej Bortnica
Zbrodnie w osadzie wojskowej Bortnica – zbrodnie na polskich mieszkańcach osady wojskowej Bortnica popełnione przez żołnierzy UPA w czasie trzech kolejnych napadów na tę miejscowość. 
Osada Bortnica powstała po parcelacji majątku Rosjanina E. Szuwałowa. Osadnicy wojskowi zamieszkujący ją przed wybuchem II wojny światowej padli ofiarą radzieckich deportacji w 1940. Między tą datą a rokiem 1943 ich domy zajęli inni Polacy. W osadzie znajdowała się również mleczarnia. 
Według wspomnień zgromadzonych przez Władysława i Ewę Siemaszków, w marcu 1943 oddział UPA napadł na osadę, po czym spalił żywcem w budynku mleczarni 4 lub 6 Polaków, których tożsamość nie została ustalona. W związku z tym wydarzeniem grupa 15 Polaków oraz 8 Żydów z Bortnicy zorganizowała samoobronę, zamieniając w jej bazę część dawnych domów osadników. Mimo jej istnienia jesienią 1943 UPA dokonała kolejnej napaści na osadę, zabijając 20 Polaków. Ostatni atak nastąpił w czasie fali napaści na Polaków w czasie Bożego Narodzenia w roku 1943. Samoobrona odparła wówczas atak ukraiński, tracąc jednak 11 zabitych (8 Polaków i 3 Żydów). Pozostali przy życiu obrońcy zdołali razem z polską ludnością cywilną ewakuować się do Kurdybania Warkowickiego. Porzucone zabudowania zostały całkowicie spalone. 